# 佐々木陽信
佐々木 陽信（ささき たかのぶ、1913年8月14日 - 1989年10月18日）は、日本の経営者。日本鉱業社長、会長を務めた。東京都出身。

## 経歴・人物
1937年に京都帝国大学法学部法科を卒業し、同年に日本鉱業に入社。1965年11月に取締役に就任し、1969年5月に常務、1972年11月に専務を経て、1974年5月に副社長に就任し、1978年6月に社長に昇格。1983年6月からは会長を務めた。
1975年に勲一等瑞宝章を受章した。
1989年10月18日腹部大動脈りゅう破裂のために死去。76歳没。